# Gabriel Furlán
Néstor Gabriel Furlán (Ciudad Evita, provincia de Buenos Aires, 13 de octubre de 1964), conocido popularmente como Gabriel Furlán, es un piloto, dueño de equipo y dirigente de automovilismo de velocidad argentino con trayectoria a nivel nacional e internacional.
Fue cuatro veces campeón de la Fórmula 3 Sudamericana, llevándose el cetro en los años 1989, 1994, 1996 y 1998. Luego se destacó con múltiples victorias en el TC 2000 y el Top Race, siendo piloto oficial de la marca japonesa Mitsubishi durante varias temporadas.
Durante gran parte de su trayectoria, compitió con su propia escudería de automovilismo, el GF Racing, que además fue semillero de pilotos al ingresar en otras categorías como la Fórmula Renault Argentina y Top Race Series, haciendo emerger a varios pilotos de renombre en la actualidad.
Furlán se caracterizó históricamente por realizar duras declaraciones públicas, tanto a pilotos y directores de equipos rivales como a dirigentes del Automóvil Club Argentino y la Asociación Corredores de Turismo Carretera.

## Monoplazas
Su padre era dirigente del TC del Oeste, pero Gabriel nunca corrió en pistas de tierra ni en karting. Después de hacer un curso de pilotaje con Jorge Omar del Río, debutó en la Fórmula Renault Argentina en 1984, y dos años después obtuvo el título. En 1987 ascendió a la Fórmula 3 Sudamericana. Finalizó cuarto ese año, tercero en 1988, y campeón 1989.
También en 1989 disputó el Gran Premio de Mónaco de Fórmula 3. En 1990 corrió en la Fórmula 3 Italiana, donde logró un podio. En 1991 participó en la Fórmula 3000 Internacional, obteniendo un sexto puesto como mejor resultado.
Ante la falta de presupuesto, Furlán regresó de Europa en 1992 para competir nuevamente en la Fórmula 3 Sudamericana, ahora con su propio equipo. Después de finalizar quinto ese año y tercero en 1993, el piloto se consagró campeón en 1994. En 1995 acabó cuarto, tras lo cual fue campeón nuevamente en 1996, subcampeón en 1997, y nuevamente campeón en 1998.
En 1992 disputó el Gran Premio de Buenos Aires de la Fórmula 3000 Internacional, finalizando sexto.
También hizo pruebas en un CART del equipo de John Della Penna, quien le ofreció disputar la temporada 2000, pero declinó por considerar que la categoría tenía medidas de seguridad insuficientes, por lo que cedió la butaca a Norberto Fontana. Continuó participando en la Förmula 3 Sudamericana dos temporadas más.

## TC2000 y Top Race
Furlán debutó en el Turismo Competición 2000 en 1994 con el equipo oficial Ford, resultando 11.º ese año y noveno al siguiente. Regresó a la categoría en 1999 con su propio equipo, disponiendo de apoyo oficial de Mitsubishi durante tres años. Resultó quinto en 2002 y 2003, y sexto en 2001 y 2004.
A mitad de la temporada 2005, el piloto pasó al equipo oficial de Toyota, donde corrió hasta octubre de 2006. Luego regresaróa como invitado para los 200 km de Buenos Aires de 2008 y la carrera especial de Termas de Río Hondo en 2009, ambas en equipos privados.
En paralelo, Furlán fue vicepresidente del TC2000 durante gran parte de su etapa en dicha categoría.
En 2008 comenzó a compatir en el Top Race con la marca Mercedes-Benz. Al año siguiente finalizó tercero, y en la Copa América 2010 obtuvo el séptimo puesto. Para el Torneo Clausura 2010 volvió como equipo oficial Mitsubishi. En 2011 corrió su última temporada como piloto, en este caso como equipo oficial de Mitsubishi. Su última carrera fue el 4 de septiembre de 2011, tras 27 años de actividad.
Furlán continuó dirigiendo su escudería Mitsubishi en TRV6 hasta 2019. Franco Girolami fue campeón en 2018 siendo piloto de su equipo.
En 2020 se desempeñó como director técnico de Azar Motorsport en el Top Race. En 2021 comenzó a desempeñar dicho rol en el Lincoln Motorsport en el Top Race y en el Cavaleiro Sports del Stock Car Brasil.

## Resumen de carrera
| Año       | Categoría |
| --------- | --- |
| 1984-1985 | Fórmula Renault Argentina (Crespi - Depac)                                                                            |
| 1986      | Campeón de Fórmula Renault Argentina                                                                                  |
| 1987-1988 | Fórmula 3 Sudamericana (Berta-VW - Dallara-Alfa Romeo)                                                                |
| 1989      | Campeón de Fórmula 3 Sudamericana (Dallara-Alfa Romeo)                                                                |
| 1990      | Fórmula 3 Italiana (Dallara-Alfa Romeo)                                                                               |
| 1991      | Fórmula 3000 Internacional (Reynard-Judd)                                                                             |
| 1992-1993 | Fórmula 3000 Internacional piloto invitado (Dallara-Alfa Romeo - Dallara-Fiat) (Reynard Cosworth)                     |
| 1994      | Campeón de Fórmula 3 Sudamericana (Dallara-Fiat) TC 2000 (Ford Escort Ghia)                                           |
| 1995      | Fórmula 3 Sudamericana (Dallara-Fiat) TC 2000 (Ford Escort Ghia - Ford Escort XR3)                                    |
| 1996      | Campeón de Fórmula 3 Sudamericana (Dallara-Fiat)                                                                      |
| 1997      | Subcampeón de Fórmula 3 Sudamericana (Dallara-Fiat - Dallara Mitsubishi) TC 2000 (Honda Civic)                        |
| 1998      | Campeón de Fórmula 3 Sudamericana (Dallara-Mitsubishi) Turismo Internacional (Mitsubishi Eclipse y Mitsubishi Galant) |
| 1999-2003 | TC 2000 (Mitsubishi Lancer)                                                                                           |
| 2004      | TC 2000 (Mitsubishi Lancer) Super Turismo V8 (Renault Laguna)                                                         |
| 2005      | TC 2000 (Mitsubishi Lancer - Toyota Corolla)                                                                          |
| 2006-2007 | TC 2000 (Toyota Corolla)                                                                                              |
| 2008-2009 | Top Race V6 (Mercedes-Benz Clase C)                                                                                   |
| 2010      | Top Race V6 (Mercedes-Benz Clase C-Mitsubishi Lancer GT)                                                              |
| 2011      | Top Race V6 (Mitsubishi Lancer GT)                                                                                    |

## Resultados

### Fórmula 3000 Internacional
(Clave) (negrita indica pole position) (cursiva indica vuelta rápida)

| Año  | Escudería   | 1     | 2       | 3       | 4       | 5     | 6     | 7       | 8       | 9     | 10      | Pos. | Puntos |
| ---- | ----------- | ----- | ------- | ------- | ------- | ----- | ----- | ------- | ------- | ----- | ------- | ---- | ------ |
| 1991 | Junior Team | VAL 9 | PAU DNQ | JER Ret | MUG Ret | PER 7 | HOC 8 | BRH Ret | SPA Ret | BUG 6 | NOG Ret | 19.º | 1      |

### Turismo Competición 2000
| Año  | Equipo                | Auto                 | 1     | 2     | 3     | 4     | 5     | 6    | 7     | 8     | 9      | 10     | 11     | 12    | 13    | 14     | 15     | 16     | 17    | 18    | 19  | 20  | 21  | 22  | 23    | 24    | 25  | 26  | 27     | 28     | Res. | Puntos |
| ---- | --------------------- | -------------------- | ----- | ----- | ----- | ----- | ----- | ---- | ----- | ----- | ------ | ------ | ------ | ----- | ----- | ------ | ------ | ------ | ----- | ----- | --- | --- | --- | --- | ----- | ----- | --- | --- | ------ | ------ | ---- | ------ |
| 1997 |                       |                      | RAF I | RAF I | RC I  | RC I  | POS   | POS  | SJU I | SJU I | PAR    | PAR    | GR     | GR    | BB I  | BB I   | SJU II | SJU II | RC II | RC II | NDJ | NDJ | MZA | MZA | BB II | BB II | TRE | TRE | RAF II | RAF II | -    | 0      |
| 1997 | Honda Team            | Honda Civic VI       |       |       |       |       |       |      |       |       |        |        |        |       |       |        |        |        |       |       |     |     |     |     |       |       |     |     | WD     | WD     | -    | 0      |
| 1999 |                       |                      | AG I  | AG I  | MDP   | MDP   | POS   | POS  | OLA   | OLA   | RC     | RC     | BA I   | BA I  | BB    | BB     | TRE    | TRE    | AG II | AG II | GR  | GR  | RAF | RAF | PAR   | PAR   | SJO | SJO | BA II  | BA II  | 13°  | 44     |
| 1999 | Mitsubishi Racing     | Mitsubishi Lancer VI | 17†   | Ret   | 19    | 13    | 13    | Ret  | 9     | 15    | NL     | NL     |        |       |       |        |        |        | Ret   | NL    | 4   | Ret | 3   | Ret | 13    | 9     | 5   | 4   | Ret    | NL     | 13°  | 44     |
| 2000 |                       |                      | RC I  | TRE   | AG    | SJU I | PAR I | OBE  | BB    | RAF   | BA I   | SJO    | SJU II | RC II | BA II | PAR II |        |        |       |       |     |     |     |     |       |       |     |     |        |        | 9°   | 67     |
| 2000 | Mitsubishi Racing     | Mitsubishi Lancer VI | Ret   | 5     | Ret   | 2     | Ret   | 17   | 8     | 12    | 9      | 1      | 3      | Ret   | 15†   | 6      |        |        |       |       |     |     |     |     |       |       |     |     |        |        | 9°   | 67     |
| 2001 |                       |                      | RAF   | RC    | BB    | SJU I | PAR   | BA I | OBE   | AG I  | SJO    | SJU II | MDA    | RES   | AG II | BA II  |        |        |       |       |     |     |     |     |       |       |     |     |        |        | 6°   | 63     |
| 2001 | Mitsubishi Racing     | Mitsubishi Lancer VI | Ret   | 5     | Ret   | 9     | Ret   | Ex.  | Ret   | 2     | 15†    | 5      | 3      | 11    | 9     | 2      |        |        |       |       |     |     |     |     |       |       |     |     |        |        | 6°   | 63     |
| 2002 |                       |                      | GR    | RC    | SJU I | BB    | RES   | OBE  | AG    | SAL   | SJU II | PAR    | BA     | SRA   | PIG   | MDP    |        |        |       |       |     |     |     |     |       |       |     |     |        |        | 5°   | 81     |
| 2002 | GF Motorsport         | Mitsubishi Lancer VI | 8     | 3     | Ret   | 2     | 2     | 5    | 9     | 13    | Ret    | 6      | 11     | Ret   | Ret   | 1      |        |        |       |       |     |     |     |     |       |       |     |     |        |        | 5°   | 81     |
| 2003 |                       |                      | SL I  | GR    | TRE   | SJU   | BB    | OBE  | RC    | SAL   | RES    | SR     | BA     | SL II | AG    | MDP    |        |        |       |       |     |     |     |     |       |       |     |     |        |        | 5°   | 78     |
| 2003 | GF Motorsport         | Mitsubishi Lancer VI | 3     | 16    | Ret   | 8     | 3     | 4    | 2     | 8     | 11     | 12     | Ret    | 2     | Ret   | 5      |        |        |       |       |     |     |     |     |       |       |     |     |        |        | 5°   | 78     |
| 2004 |                       |                      | GR    | VIE   | SJU   | PAR   | SL    | OBE  | AG    | CON   | RC     | SRA    | BB     | BA    | RAF   | MDP    |        |        |       |       |     |     |     |     |       |       |     |     |        |        | 6°   | 91     |
| 2004 | Mitsubishi Racing     | Mitsubishi Lancer VI | 9†    | 3     | 1     | 2     | 10    | 3    | 10    | Ret   | Ret    | 6      | Ret    | Ret   | 2     | Ret    |        |        |       |       |     |     |     |     |       |       |     |     |        |        | 6°   | 91     |
| 2005 |                       |                      | BA I  | PAR   | VIE   | SJU   | OLA   | AG   | CUR   | OBE   | RAF    | SRA    | CON    | BA II | SL    | GR     |        |        |       |       |     |     |     |     |       |       |     |     |        |        | 10°  | 63     |
| 2005 | Mitsubishi Racing     | Mitsubishi Lancer VI | 11    | 11    | 9     | 13    | 12    | 3    |       |       |        |        |        |       |       |        |        |        |       |       |     |     |     |     |       |       |     |     |        |        | 10°  | 63     |
| 2005 | Toyota Team Argentina | Toyota Corolla IX    |       |       |       |       |       |      | 2     | Ret   | 9      | 16     | NL     | NL    | 3     | 2      |        |        |       |       |     |     |     |     |       |       |     |     |        |        | 10°  | 63     |
| 2006 |                       |                      | BA I  | OLA   | CR    | VIE   | SFE   | SJU  | SRA   | RES   | CUR    | SMM    | GR     | BA II | OBE   | PAR    |        |        |       |       |     |     |     |     |       |       |     |     |        |        | 11°  | 46     |
| 2006 | Toyota Team Argentina | Toyota Corolla IX    | Ret   | 6     | Ret   | Ret   | Ret   | 5    | 9     | 3     | 7      | 13     | Ret    | Ret   | Ret   | 14     |        |        |       |       |     |     |     |     |       |       |     |     |        |        | 11°  | 46     |
| 2007 |                       |                      | CR    | GR    | BB    | SMM   | SJU   | SP   | AG    | SFE   | SRA    | VIE    | BA     | OBE   | SL    | PDE    |        |        |       |       |     |     |     |     |       |       |     |     |        |        | 16°  | 16     |
| 2007 | Toyota Team Argentina | Toyota Corolla IX    | Ret   | 8     | 13    | Ret   | 8     | 18   | Ret   | 9     | 7      | 12     | 17†    |       |       |        |        |        |       |       |     |     |     |     |       |       |     |     |        |        | 16°  | 16     |
| 2008 |                       |                      | PAR   | SAL   | GR    | SFE   | SJU   | RES  | AG    | BA    | OBE    | TRH    | VIE    | SMM   | PDF   | PDE    |        |        |       |       |     |     |     |     |       |       |     |     |        |        | -    | -      |
| 2008 | Bainotti Dowen Pagio  | Honda Civic VII      |       |       |       |       |       |      |       | 15    |        |        |        |       |       |        |        |        |       |       |     |     |     |     |       |       |     |     |        |        | -    | -      |
| 2009 |                       |                      | AG    | GR    | OBE   | SMM   | TRH   | RES  | BA    | CEN   | SFE    | SFE    | SJU    | SJU   | PDF   |        |        |        |       |       |     |     |     |     |       |       |     |     |        |        | -    | -      |
| 2009 | DTA                   | Chevrolet Astra II   |       |       |       |       | 14    |      |       |       |        |        |        |       |       |        |        |        |       |       |     |     |     |     |       |       |     |     |        |        | -    | -      |

#### Copa Endurance Series
| Año  | Equipo | Auto               | 1   | 2  | 3   | Res. | Puntos |
| ---- | ------ | ------------------ | --- | -- | --- | ---- | ------ |
| 2009 |        |                    | TRH | BA | PDF | -    | 0      |
| 2009 | DTA    | Chevrolet Astra II | 14  |    |     | -    | 0      |

## Palmarés
| Año  | Categoría                 | Coche              | Resultado  |
| ---- | ------------------------- | ------------------ | ---------- |
| 1986 | Fórmula Renault Argentina | Crespi             | Campeón    |
| 1989 | Fórmula 3 Sudamericana    | Dallara-Alfa Romeo | Campeón    |
| 1994 | Fórmula 3 Sudamericana    | Dallara-Fiat       | Campeón    |
| 1996 | Fórmula 3 Sudamericana    | Dallara-Fiat       | Campeón    |
| 1997 | Fórmula 3 Sudamericana    | Dallara-Mitsubishi | Subcampeón |
| 1998 | Fórmula 3 Sudamericana    | Dallara-Mitsubishi | Campeón    |